# Wildplakken

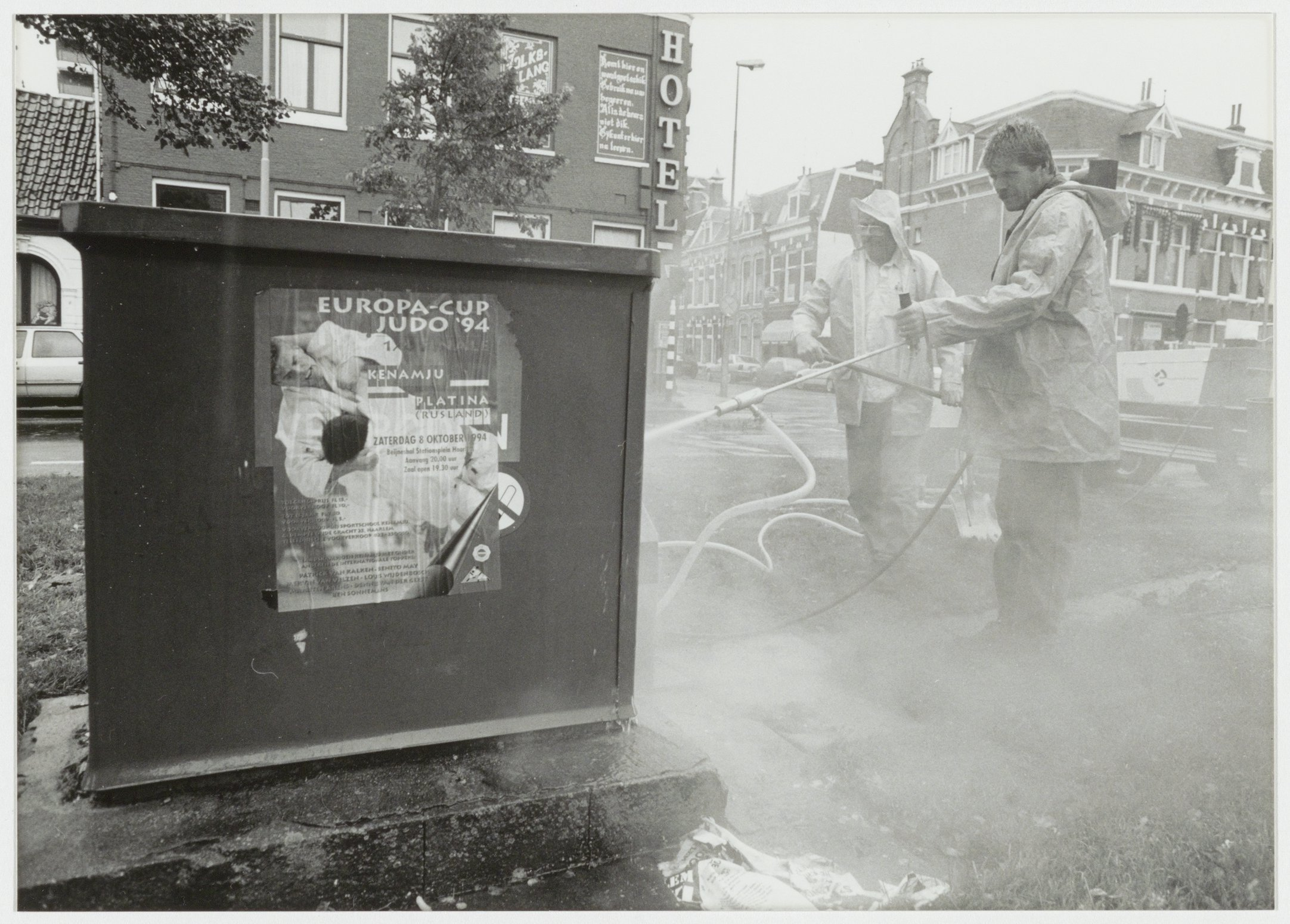
Een schoonmaakploeg verwijdert aanplakbiljetten van een meterkast (Haarlem, 1994).

Wildplakken is het plakken van aanplakbiljetten en stickers op niet daarvoor bestemde plaatsen. Dat het wildplakken veelal zonder vergunning gebeurt, is duidelijk. Wildplakken is dus verboden, terwijl voor het plakken op plekken waar het wel mag vaak geen vergunning nodig is.
Bij wildplakken is het vaak niet na te gaan wie er geplakt heeft. De "opdrachtgever" die met naam en toenaam op het biljet staat, zal steeds zeggen dat hij geen opdracht heeft gegeven op de betreffende plek te plakken. Meestal heeft alleen een heterdaad rechtskracht. Zelfs wanneer men dus iemand tegenkwam die lijm en biljetten bij zich had en dus duidelijk van plan was te gaan plakken, kon men niets doen tot op het moment dat deze persoon daadwerkelijk tot plakken overging. In sommige plaatsen, zoals de gemeente Maastricht, is er een APV van kracht waarmee ook de persoon of organisatie die op het affiche geadverteerd wordt aansprakelijk is. Ook hebben gemeenten weleens "het zich na zonsondergang met lijm en aanplakbiljetten op straat begeven" in hun APV als overtreding strafbaar gesteld.

## Verwijderbeleid
Omdat wildplakken het straatbeeld op een negatieve manier beïnvloedt, hebben veel gemeenten (met name grote steden) een stringent verwijderbeleid. De meest kritieke plekken worden nagenoeg dagelijks gecontroleerd. De boodschap is maar korte tijd te zien en zal daardoor nauwelijks van belang zijn. Dit moet het wildplakken ontmoedigen. Toch laten veel plakkers, met name als het om stickers gaat, zich niet ontmoedigen. Veel plakken is het antwoord, want als op iedere lantaarnpaal en verkeersbord een sticker zit, is de redenatie, dan zal de boodschap wel overkomen.
Een mogelijkheid om wildplakken effectief te bestrijden, is het aanwijzen van speciale plakplekken. De Nederlandse stad Delft is een voorbeeld van een gemeente die deze vorm van wildplakbestrijding toepast. Sinds 2002 kent de stad een twintigtal legale aanplakplaatsen. Deze zijn gemarkeerd met een bord "LEGALE AANPLAKPLAATS, GEEN HANDELSRECLAME". Het beleid wordt ondersteund door een actieve bestrijding van wildplakken, waardoor de binnenstad vrijwel gevrijwaard is van wildplakkers. Om iedereen enigszins gelijke kansen te geven op plakplekken, zijn er in goed vertrouwen zowel in de overkoepelende Delftse raad van studentenverenigingen, als tussen caféhouders onderling mondelinge afspraken gemaakt om elkaar niet te veel in het vaarwater te zitten.
In meerdere steden is een soortgelijk initiatief omtrent legale aanplakplaatsen. Wel is er vaak kritiek op het aantal legale plakplaatsen. Er zouden er te weinig zijn. Hierdoor zullen grote organisaties te agressief plakken (meerdere keren per dag de hele plaats beplakken), waardoor kleinere initiatieven geen kans krijgen. Soms zijn de legale plakplaatsen ook alleen toegestaan voor niet-commerciële initiatieven.

## Politiek wildplakken
In verkiezingstijd wordt door alle politieke partijen naar hartenlust wildgeplakt. De gemeente 'gedoogt' dat in het algemeen, omdat alle politieke partijen er aan meedoen, dus met het gedoogbeleid zijn gebaat. Veelal gaat het enthousiasme van de politieke aanhang zo ver, dat zelfs over affiches van politieke concurrenten wordt heengeplakt.
In sommige gemeenten plaatst men in de verkiezingstijd ook speciale politieke plakborden, welke middels genummerde vakken zijn onderverdeeld naar ruimtes voor iedere partij.